# Randy Caballero
Randy Michaels Caballero (* 27. September 1990 in Indio, Kalifornien, USA) ist ein nicaraguanischer Boxer und amtierender, ungeschlagener Weltmeister des Verbandes IBF im Bantamgewicht.

## Amateurkarriere
Caballero trat als Amateur im Fliegengewicht an und konnte im türkischen Istanbul im Jahre 2006 dei den Kadetten-Weltmeisterschaften eine Bronzemedaille erringen. 2008 gewann er mit einem Finalsieg über Raul Lopez die United States national amateur boxing championships.
Seine Bilanz war 167 Siege bei 10 Niederlagen.

## Profikarriere
Bei dein Profis konnte er sich im März 2010 gegen Gonzalo Nicolas durch klassischen K. o. in Runde 1 durchsetzen und somit sein Debüt gewinnen. Noch im selben Jahr folgten weitere fünf Siege, darunter drei durch K. o. 2011 holte er sich den WBC-Youth-Titel und verteidigte ihn. Im darauffolgenden Jahr siegte er in einem auf 10 Runden angesetzten Fight gegen den Puerto-Ricaner Miguel Robles durch einstimmigen Beschluss und sicherte sich dabei den WBO-NABO-Titel.
Am 25. Oktober 2014 traf Caballero auf Stuart Hall – es ging um den vakanten Weltmeistertitel der IBF. Caballero entschied dieses Gefecht einstimmig nach Punkten für sich und eroberte damit den Weltmeistergürtel.